# GKNPZ Chrunitschew

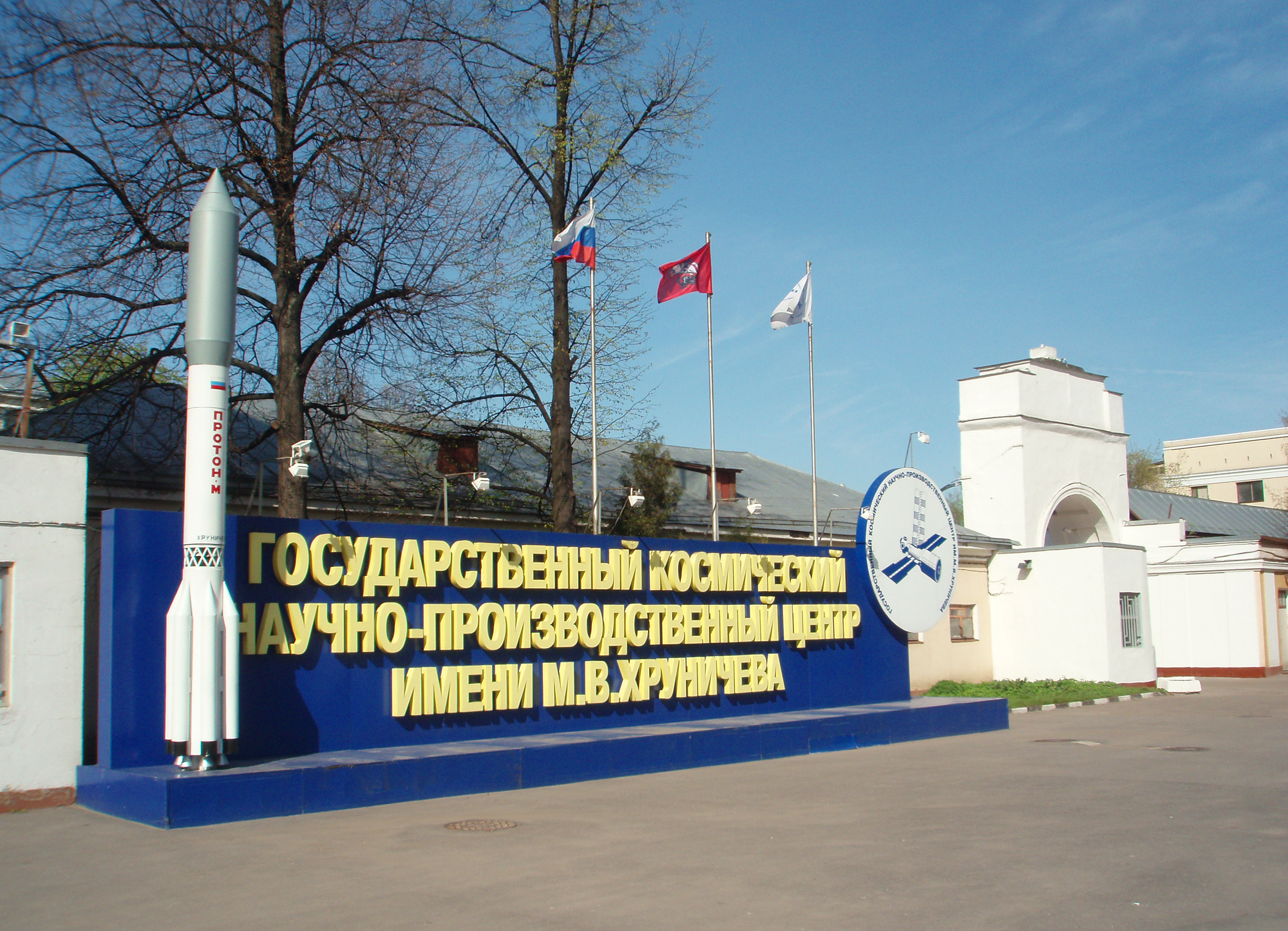
Eingangsbereich des Werksgeländes in Fili

GKNPZ Chrunitschew (russisch Государственный космический научно-производственный центр (ГКНПЦ) имени М. В. Хруничева / Gossudarstwenny kosmitscheski nautschno-proiswodstwenny zentr (GKNPZ) imeni M. W. Chrunitschewa = deutsch: Staatliches Kosmisches Forschungs- und Produktionszentrum „M. W. Chrunitschew“, englisch Khrunichev State Research and Production Space Center) ist ein russischer Hersteller von Raketen und Raumfahrzeugen in Fili, einem Vorort von Moskau. Die Firma wurde nach dem sowjetischen Minister für Luftfahrtindustrie Michail Chrunitschew (1901–1961) benannt.

## Geschichte
Der Betrieb geht auf eine im Jahre 1916 von Russo-Balt initiierte Gründung als Zweiter Automobilbetrieb „Russo-Balt“ («Второй автомобильный завод „Руссо-Балт“») zurück. Dort sollten jährlich etwa 1500 bis 2000 Automobile produziert werden, jedoch kam die Produktion im teilweise mit Fabrikmaschinen amerikanischer Bauart ausgerüsteten Werk wegen der Oktoberrevolution und des anschließenden Bürgerkrieges nie in Gang. Die ersten fünf „Russo-Balt“-Automobile wurden erst 1922 hergestellt.
Ab 1923 wurde das Werk den Junkers-Werken im Zuge der im Rapallo-Vertrag festgelegten deutsch-sowjetischen Zusammenarbeit als Zweigbetrieb „Junkers-Werke Dessau, Zentrale für Russland“ verpachtet. Bis 1925 wurden etwa 50 Flugzeuge Junkers Ju 20, 100 Ju 21 sowie einige Ju 13 hergestellt.
Später wurden auch einheimische Ganzmetall-Typen produziert, als erstes die Tupolew R-3, ab 1926 die Tupolew TB-1. 1927 wurde das Abkommen mit Junkers aufgekündigt, im März erfolgte die Eingliederung in den sowjetischen „Awiatrust“ mit der Nummer 22. Nach Instandsetzungsarbeiten begann 1929 die Produktion von weiteren Tupolew-Flugzeugen (TB-3, R-6, ab den 1930er-Jahren SB-2 und Petljakow Pe-2). Bedingt durch den deutschen Vormarsch wurde das Werk Nr. 22 im Dezember 1941 nach Kasan verlagert und dort als Werk Nr. 124 wiedererrichtet, wo es die Produktion der Pe-2 und die des viermotorigen Bombers Pe-8 wieder aufnahm. An der alten Stelle entstand das Werk Nr. 23, das im weiteren Kriegsverlauf die Bombenflugzeuge Iljuschin Il-4 und Tupolew Tu-2 produzierte.
Nach Kriegsende folgten die Tupolew Tu-12 und die aus der Boeing B-29 hervorgegangene Tupolew Tu-4, ab 1951 die Mjassischtschew M-4 und der Überschallbomber Mjassischtschew M-50, nach 1960 der weltgrößte Hubschrauber Mil Mi-6. Den Namen M. W. Chrunitschew erhielt der Betrieb 1961, als der Minister starb.
Das Raketenzeitalter begann mit der ballistischen Interkontinentalrakete UR-200 (SS-10 Scrag), einer Neuentwicklung auf der Basis der R-14, die jedoch 1962 zugunsten der UR-100 aufgegeben wurde. Gleichzeitig begann die Entwicklung der Proton-Rakete. Weitere Erzeugnisse der militärischen und zivilen Raumfahrt folgten.
Am 7. Juni 1993 wurde der Betrieb durch einen Erlass von Boris Jelzin mit dem Konstruktionsbüro KB Saljut, einem Teil des NPP Energija, zum GKNPZ Chrunitschew zusammengefügt.

## Beteiligungen
Zusammen mit EADS betreibt Chrunitschew die Eurockot Launch Services GmbH für den Start der Rockot-Raketen. Außerdem werden Starts von Proton-Raketen im Rahmen von International Launch Services zusammen mit RKK Energija international vermarktet. Vor 2006 gehörte auch Lockheed Martin zu den Eigentümern von ILS, sodass auch die Atlas V neben der Proton von ILS vermarktet wurde. Seit Mai 2008 ist GKNPZ Chrunitschew Hauptanteilseigner von ILS.

## Laufende Projekte
- Proton
- Angara
- Rockot
- Bris-Oberstufe
- KWRB-Oberstufe
- Multipurpose Laboratory Module
- Monitor-Satelliten
- KazSat
- Express MD